# Rio Cartianu
O Rio Cartianu é um rio da Romênia, afluente do Straja, localizado no distrito de Gorj.